# 4-aminofenol
4-aminofenol (para-aminofenol o p-aminofenol) es un compuesto orgánico cuya fórmula química es H2NC6H4OH. Normalmente disponible como un polvo blanco, se utiliza como revelador en películas en blanco y negro, y se comercializa bajo el nombre Rodinal.
Como un reflejo de su leve carácter hidrófilo, el polvo blanco es moderadamente soluble en alcoholes y puede ser recristalizado en agua caliente. Se oxida fácilmente en presencia de una base. El N-metilo y derivados de N,N-dimetil son de valor comercial.
Este compuesto es uno de los tres isómeros aminofenoles, los otros dos son 2-aminofenol y 3-aminofenol.

## Síntesis

### A partir de fenol
Se puede obtener por nitración de fenol, seguida de una reducción con hierro. Alternativamente, la hidrogenación parcial de nitrobenceno proporciona fenilhidroxilamina, que reacomoda principalmente a 4-aminofenol:
C6H5NO2  +  2 H2   →  C6H5NHOH  +  H2O
C6H5NHOH   →  HOC6H4NH2

### A partir de nitrobenceno
Se puede producir mediante una conversión electrolítica de nitrobenceno para dar fenilhidroxilamina, que se transforma espontáneamente en 4-aminofenol.

## Usos
p-aminofenol es un compuesto similar a bloques de construcción. De hecho, es el intermedio final en la síntesis industrial de paracetamol. El tratamiento de p-aminofenol con anhídrido acético da paracetamol:
El metol es el derivado N-metilo de p-aminofenol. En 1891 sustituyó a p-aminofenol como agente de revelado para la fotografía en blanco y negro.